# غوردي بونين
غوردي بونين هو مهندس كندي، ولد في 30 سبتمبر 1944 في رد دير في كندا، وتوفي في 29 نوفمبر 2013 في لاس فيغاس في الولايات المتحدة.